# Toggl Track
Toggl Track est un logiciel de suivi de temps (en) développé par la société Toggl OÜ basée à Tallinn en Estonie. Il offre des services de suivi et de rapport de temps en ligne via un site web, des applications mobiles ou de bureau. Toggl Track permet un suivi de temps en fonction des tâches et des projets, soit par une minuterie interactive soit par une entrée manuelle de la donnée.

## Présentation
Les entrées de temps et les minuteries actives sont synchronisées en temps réel via un service distant. Les fonctionnalités de rapport permettent aux utilisateurs de suivre le temps consacré à chacun de leurs projets et d'analyser leur productivité.